# Les Escargots
Pour plus de détails, voir Fiche technique et Distribution.
Les Escargots est un court métrage d'animation fantastique français réalisé par René Laloux en 1965 sur des dessins de Roland Topor.

## Synopsis
Un pays est progressivement envahi par des escargots géants. En apparence inoffensifs, ils se révèlent carnivores et particulièrement sournois. Rien ne semble pouvoir leur résister.

## Fiche technique
- Titre : Les Escargots
- Titre anglais : The Snails
- Réalisation : René Laloux
- Scénario : René Laloux, Roland Topor
- Musique : Alain Goraguer
- Dessins originaux : Roland Topor
- Animation : René Laloux, Jacques Leroux
- Son : Albert Platzman
- Production : Simon Damiani, André Valio-Cavaglione
- Société de production : Sofac
- Pays de production : France
- Langue originale : aucune (sonore sans dialogues)
- Format : couleur - 35 mm - mono
- Technique d'animation : papier découpé
- Durée : 10 minutes
- Date de sortie : 1965

## Production
Les Escargots est la deuxième collaboration entre René Laloux et le dessinateur Roland Topor après Les Temps morts.

## Distinctions
Le court métrage reçoit plusieurs récompenses : le grand prix du Festival d'animation de Mamaia, le grand prix des rencontres cinématographiques de Prades, le prix spécial du jury du Festival de Cracovie et le prix spécial du jury du film de science-fiction de Trieste.